# Thecturota ruficollis
Thecturota ruficollis är en skalbaggsart som beskrevs av Thomas Casey 1911. Thecturota ruficollis ingår i släktet Thecturota och familjen kortvingar. Inga underarter finns listade i Catalogue of Life.